# Huitzilihuitl
Huitzilihuitl (náuatle/nauatle : wit͡siˈliʔwit͡ɬ ; português: Penas de Colibri, 1379 - 1417) foi o segundo tlatoani de Tenochtitlan, reinou de  1391 a 1417 .

## Vida
Huitzilíhuitl nasceu em Tenochtitlan, e era filho de Acamapichtli, primeiro tlatoani dos mexicas, e da rainha Tezcatlan Miyahuatzin, e tinha um meio-irmão chamado Itzcoatl. Seu avô materno era Acacitli. Com apenas 16 anos de idade seu pai morreu, Huitzilihuitl foi então eleito pelos chefes das principais famílias, pelos guerreiros e pelos sacerdotes da cidade para substituí-lo. Naquela época, os astecas eram subordinados a cidade-estado  tepaneca de Azcapotzalco.
Huitzilíhuitl, se tornou um bom político e continuou a linha de política de seu pai, sempre buscando alianças com os seus vizinhos através de casamentos entre as linhagens reais  . Ele fundou o Tlatocan (Conselho Real) constituído por quatro eleitores permanentes para aconselhar o novo rei, em sua inexperiência, no início de cada reinado .
Gastou uma energia considerável na construção de estruturas em Tenochtitlan especialmente templos, estabeleceu leis e melhorou as práticas religiosas. Soube fazer com que a população visse claramente a ligação entre as divindades e seu governo divinamente sancionado .
Huitzilíhuitl se casou com Ayauhcihuatl, filha de Tezozómoc, o poderoso tlatoani de Azcapotzalco, e obteve uma redução dos pagamentos de tributo , que se tornou simbólico  . Com ela teve seu filho primogênito Chimalpopoca que iria lhe suceder como terceiro tlatoani. Após a morte de Ayaucíhuatl, Huitzilíhuitl casou pela segunda vez, com Miahuaxihuitl neta de Tezozómoc . Esta lhe deu Moctezuma I, que também subiu ao trono como o quinto tlatoani dos astecas . 
Durante seu reinado, a indústria de tecelagem cresceu. Essa industria fornecia panos de algodão, não só para Tenochtitlan, mas também para Azcapotzalco e Cuerhavaca. Os mexicas já não precisavam se vestir com as grossas fibras de sisal , tendo a disposição o tecido de algodão macio e tingido. 
Em 1409, o governante de Texcoco, Techotlala, morreu e o trono passou para seu filho Ixtlilxóchitl I. Nos anos seguintes, as relações entre Ixtlilxóchitl e Tezozómoc de Azcapotzalco se deterioraram, iniciando uma guerra aberta em 1416 .
Apesar de ter dado sua filha Matlalchihuatzin em casamento a Ixtlilxóchitl, Huitzilíhuitl se aliou a seu sogro na guerra contra Texcoco. Ajudou na conquista e saque das cidades de Tultitlan, Cuauhtitlan, Chalco, Tollantzingo, Xaltocan , Otompa e Acolman. Isso ajudou a ter uma maior visibilidade entre os nobres das cidades estados da região além de poder contar os espólios dessas conquistas  .
Huitzilíhuitl morreu, pouco antes do fim da guerra entre Azcapotzalco e Texcoco. Seu sucessor, Chimalpopoca, continuou a apoiar Tezozómoc e Azcapotzalco .
| Precedido por Acamapichtli | 2º Tlatoani de Tenochtitlan 1391 – 1417 | Sucedido por Chimalpopoca |